# SAGAS
『SAGAS』（サガス）は、VALSHEの7枚目のミニアルバム。2023年3月1日、ビーイングから発売された。

## 収録曲

### CD
1. KARASQADAR
作詞：VALSHE　作曲：VALSHE、佐藤瞬　編曲：佐藤瞬
2. MORAL LICENCING
作詞・作曲：VALSHE　編曲：G’n-
3. John Doe
作詞：VALSHE　作曲：後藤康二　編曲：後藤康二、Dr.Tyler[2]
4. Ash
作詞：VALSHE　作曲・編曲：齋藤真也
5. +one step
作詞：VALSHE　作曲：VALSHE、佐藤瞬　編曲：佐藤瞬
6. 街路樹
作詞・作曲：doriko　編曲：G’n-
7. calm
作詞：VALSHE　作曲：Yenyu Shen　編曲：徳永暁人
8. ショック THE ワールド
作詞・作曲：VALSHE　編曲：高木龍一

### DVD（初回限定盤（SHAMS-シャムス-盤）のみ）
1. 「KARASQADAR」Music Video
2. Making of 「KARASQADAR」

### DVD（完全生産限定盤（ARD-アルド-盤）のみ）
「LIVE THE UNIFY〜Follow the Tracks〜」（2022年9月23日[FINAL]東京：品川インターシティホール）

## レコーディング参加
- 秋山健介 - ギター
- PUPI - コーラス